# Baldomero Sanmartín
Baldomero de San Martín Arnal  (Madrid, 1845-Badalona, 1931) fue un político español de tendencia republicana, alcalde de Ciudad Real en 1873 y de Badalona en 1930.

## Biografía
Nació en Madrid el 25 de febrero de 1845, donde se licenció en Ciencias Naturales. Establecido en Ciudad Real, se unió al Partido Republicano Federal y alcanzó la alcaldía de la ciudad en 1873, durante la Primera República. Después militó en el republicanismo progresista e intervino en Almodóvar del Campo y Almadén. En 1896, en plena Restauración, se instaló en Badalona, donde se dedicó la enseñanza y fue uno de los promotores del Colegio Politécnico en 1903 y presidente de la Junta Local de Extensión Universitaria en 1904. En el ámbito de la política, presidió Unión Republicana a partir de 1898. Ligado al lerrouxismo y gran admirador del mismo Alejandro Lerroux, fue fundador y regente de la casa del pueblo en 1908. Fue elegido concejal del municipio en 1909 por el Partido Republicano Radical, momento en que se unió en una coalición con la candidatura caciquil de Joaquín Palay, que resultó finalmente derrotada ante la coalición de Solidaritat Badalonina, referente local de Solidaridad Catalana. Fue reelegido concejal en 1913.
En 1930, con la caída de la dictadura de Primo de Rivera, Sanmartín ocupó la alcaldía de forma interina como concejal de más edad en el consistorio durante un brevísimo periodo, entre febrero y marzo, momento en que por real orden fue nombrado alcalde Luis Ysamat Lazzoli. Durante la Segunda República, una calle de la Badalona fue nombrada en su honor.